# George Duvivier

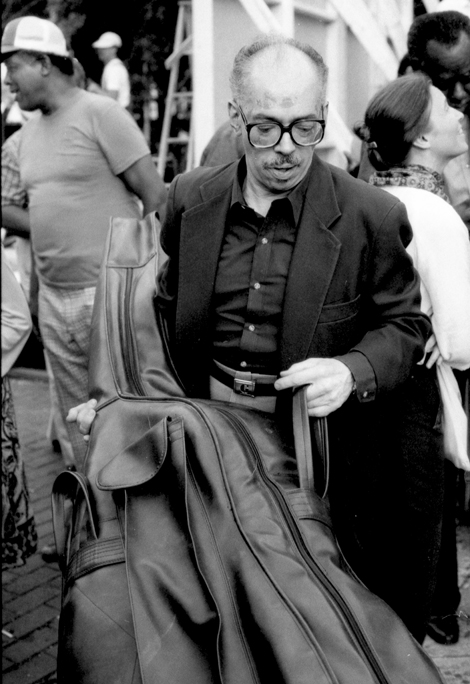
George Duvivier

George Duvivier  (* 17. August 1920 in New York City; † 11. Juli 1985 ebenda) war ein US-amerikanischer Jazzmusiker (Kontrabass, Arrangement).

## Leben und Wirken
Duvivier lernte als Jugendlicher Violine und Grundzüge der Kompositionslehre. Er  spielte bereits ab 1937 im Royal Baron Orchestra. Anschließend war er 1941 bei Coleman Hawkins und bis 1942 bei Lucky Millinder tätig. Von 1943 bis 1945 musste er seinen Militärdienst ableisten und arrangierte in dieser Zeit für Jimmy Lunceford, bei dem er arbeitete, bis er 1947 zu Sy Oliver wechselte. In den frühen 1950ern arbeitete er als Begleiter von Sängerinnen wie Nellie Lutcher, Pearl Bailey, Billy Eckstine und Lena Horne, war aber auch bei Terry Gibbs und bis 1956 bei Bud Powell sowie für Herbie Nichols (Love, Gloom, Cash, Love; 1957) und für Eubie Blake (1959) tätig. In den frühen 1960ern spielte er bei Benny Goodman, Oliver Nelson, Eric Dolphy, Mal Waldron und Dave Lambert (Audition at RCA, 1964), trat aber auch bei verschiedenen Jazzfestivals in den USA und Europa auf. Er ist auch auf Herb Ellis’ Album Windflower (1978, mit Remo Palmieri) zu hören.
Die Anzahl seiner LP-Einspielungen ist unüberschaubar – neben Ray Brown war er wahrscheinlich der meistbeschäftigte Musiker auf seinem Instrument überhaupt. Sein Gefühl für Harmonik und das im Jazz unerlässliche „timing“ war sprichwörtlich.